# 简单重复序列间多态性
在分子生物学中，简单重复序列间多态性(Inter-Simple Sequence Repeat, ISSR)具有两种含义：一是DNA分子由于核苷酸序列中的不同而产生的的一種可以用来相互区别的性质；二是一种实验技术，利用这种性质来比较不同的DNA分子在多态性上的差异。

## 原理
在基因组中存在着大量的重复序列，根据其重复的程度可分为简单重复序列、中度重复序列和高度重复序列。简单重复序列(Simple Sequence Repeat，SSR)在真核生物基因组中广泛存在，一般是以1-6bp组成较低程度的重复序列，主要以2-3个核苷酸为重复单位如(GA)n、(AC)n和(GAA)n等。从进化角度看物种间重复序列的差异是自然选择的结果。简单序列重复区间扩增多态性(ISSR)是由ZIETKIEWICZ等于1994年创建的一种DNA 标记技术。ISSR技术是以PCR技术为基础，利用真核生物基因组广泛存在的简单重复序列(SSR)来设计引物，而无需预先克隆和测序。通常用于ISSR-PCR扩增的引物为16-18个碱基序列，由1-4个碱基组成的串联重复和几个非重复的锚定碱基组成，从而保证了引物与基因组DNA中简单重复序列的5′或3′末端结合，导致位于反向排列，间隔不太大的简单重复序列间的基因组片段进行PCR扩增。简单重复序列在真核生物中的分布是非常普遍的，且进化变异速度很快，因而锚定引物的ISSR-PCR可以检测基因组许多位点的差异。扩增产物通过聚丙烯酰胺凝胶电泳或琼脂糖凝胶电泳电离，经溴化乙锭(EB)染色来检测扩增DNA 片段的多态性，扩增DNA片段的多态性即反映了基因组相应区域的DNA多态性。

## 方法
- 提取DNA。
- ISSR-PCR。
- 溴化乙锭(EB)染色。

合适的PCR参数是保证ISSR-PCR扩增效果的基本条件。在ISSR-PCR反应体系中，引物、退火温度、Taq DNA聚合酶浓度、Mg2+浓度、模板DNA浓度、引物浓度和dNTP浓度都扩增结果有重要影响。

## 应用
- 种质鉴定。
- 亲缘关系分析。
- 遗传多样性分析。
- 遗传图谱的构建。